# گذرنامه گرجستانی

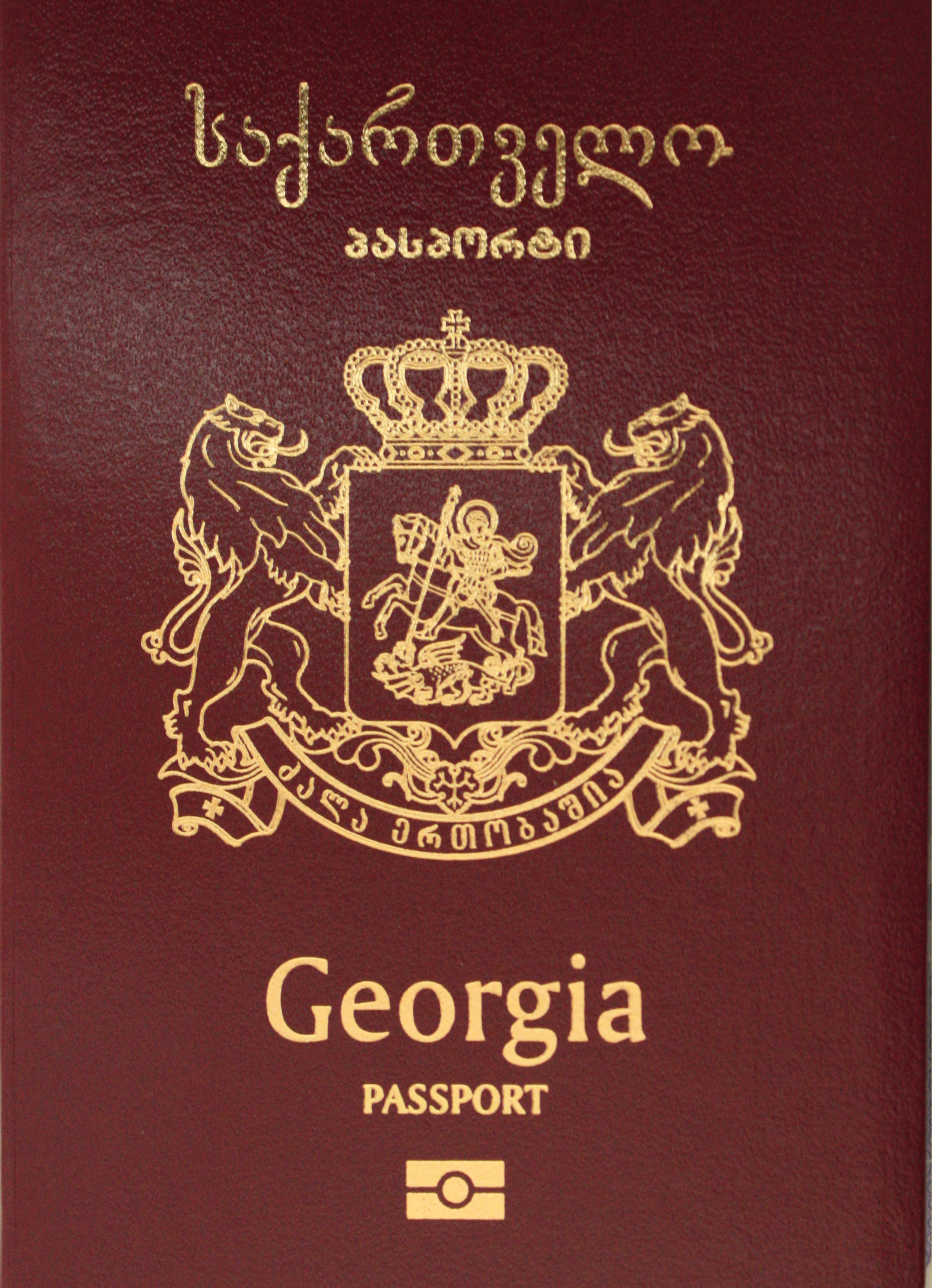
نمایی از یک‌نسخه گذرنامهٔ گرجستانی در سال ۲۰۰۹

گذرنامهٔ گرجستانی یک مدرک سفر بین‌المللی است که توسط کشور گرجستان صادر می‌شود و بنا بر داده‌های سال ۲۰۲۳، دارندگان آن می‌توانستند به ۱۱۵ کشور دیگر بدون دریافت ویزا سفر کنند یا ویزا را در بدو ورود دریافت نمایند. این گذرنامه بر اساس رتبه‌بندی شاخص گذرنامهٔ هنلی در سال ۲۰۲۳ در رتبهٔ ۵۰ قرار داشت.